# Franck Haise
Franck Haise (Mont-Saint-Aignan, 15 aprile 1971) è un allenatore di calcio ed ex calciatore francese, di ruolo centrocampista, tecnico del Nizza.

## Carriera

### Allenatore
Dopo aver fatto parte dello staff del Lorient, il 25 febbraio 2020 diventa il nuovo allenatore del Lens, in quel momento primo in Ligue 2 e, in seguito allo stop per la pandemia di COVID-19, promosso in Ligue 1. In quattro stagioni tiene il Lens costantemente nelle posizioni alte della classifica, addirittura, nel 2023, centrando un clamoroso secondo posto a un punto dal PSG.
Il 6 giugno 2024 diventa il nuovo allenatore del Nizza.

## Statistiche

### Statistiche da allenatore
Statistiche aggiornate al 17 maggio 2025. In grassetto le competizioni vinte.
| Stagione        | Squadra         | Campionato      | Campionato | Campionato | Campionato | Campionato | Coppe nazionali | Coppe nazionali | Coppe nazionali | Coppe nazionali | Coppe nazionali | Coppe continentali | Coppe continentali | Coppe continentali | Coppe continentali | Coppe continentali | Altre coppe | Altre coppe | Altre coppe | Altre coppe | Altre coppe | Totale | Totale | Totale | Totale | % Vittorie | Piazzamento     |
| Stagione        | Squadra         | Comp            | G          | V          | N          | P          | Comp            | G               | V               | N               | P               | Comp               | G                  | V                  | N                  | P                  | Comp        | G           | V           | N           | P           | G      | V      | N      | P      | % Vittorie | Piazzamento     |
| --------------- | --------------- | --------------- | ---------- | ---------- | ---------- | ---------- | --------------- | --------------- | --------------- | --------------- | --------------- | ------------------ | ------------------ | ------------------ | ------------------ | ------------------ | ----------- | ----------- | ----------- | ----------- | ----------- | ------ | ------ | ------ | ------ | ---------- | --------------- |
| ott.-nov. 2016  | Lorient         | L1              | 2          | 0          | 1          | 1          | CF+CdL          | -               | -               | -               | -               | -                  | -                  | -                  | -                  | -                  | -           | -           | -           | -           | -           | 2      | 0      | 1      | 1      | &0,00      | Interim         |
| feb.-giu. 2020  | Lens            | L2              | 2          | 2          | 0          | 0          | CF              | -               | -               | -               | -               | -                  | -                  | -                  | -                  | -                  | -           | -           | -           | -           | -           | 2      | 2      | 0      | 0      | 100,00&    | Sub. 2° (prom.) |
| 2020-2021       | Lens            | L1              | 38         | 15         | 12         | 11         | CF              | 2               | 1               | 0               | 1               | -                  | -                  | -                  | -                  | -                  | -           | -           | -           | -           | -           | 40     | 16     | 12     | 12     | 40,00      | 7°              |
| 2021-2022       | Lens            | L1              | 38         | 17         | 11         | 10         | CF              | 3               | 1               | 1               | 1               | -                  | -                  | -                  | -                  | -                  | -           | -           | -           | -           | -           | 41     | 18     | 12     | 11     | 43,90      | 7°              |
| 2022-2023       | Lens            | L1              | 38         | 25         | 9          | 4          | CF              | 3               | 2               | 0               | 1               | -                  | -                  | -                  | -                  | -                  | -           | -           | -           | -           | -           | 41     | 28     | 9      | 5      | 68,29      | 2º              |
| 2023-2024       | Lens            | L1              | 34         | 14         | 9          | 11         | CF              | 1               | 0               | 1               | 0               | UCL+UEL            | 6+2                | 2+0                | 2+1                | 2+1                | -           | -           | -           | -           | -           | 43     | 16     | 13     | 13     | 37,21      | 7°              |
| Totale Lens     | Totale Lens     | Totale Lens     | 150        | 73         | 41         | 36         |                 | 9               | 4               | 2               | 3               |                    | 8                  | 2                  | 3                  | 3                  |             | -           | -           | -           | -           | 167    | 79     | 46     | 42     | 47,31      |                 |
| 2024-2025       | Nizza           | L1              | 34         | 17         | 9          | 8          | CF              | 3               | 1               | 1               | 1               | UEL                | 8                  | 0                  | 3                  | 5                  | -           | -           | -           | -           | -           | 45     | 18     | 13     | 14     | 40,00      | 4°              |
| Totale carriera | Totale carriera | Totale carriera | 186        | 90         | 51         | 45         |                 | 12              | 5               | 3               | 4               |                    | 16                 | 2                  | 6                  | 8                  |             | -           | -           | -           | -           | 214    | 97     | 60     | 57     | 45,33      |                 |